# قائمة آنية الشرب
هذه قائمة بالأواني والأوعية المستخدمة للشرب قديماً وحديثاً والفرق بينها.

## القدح
يشمل كافة الآنية التي تستخدم للشرب.
- (كُل آنية تستخدم للشرب) آنية؛ للشرب؛ هو اسم يَجْمَعُ صغارها وكبارها، والجمع أَقْداح (لسان العرب) [1]
- (قد تكفي الرجل والرجلين) آنيةٌ تُرْوِي الرَّجُلَيْنِ. (القاموس المحيط) [2]
- (قد تصنع من عدة مواد) ففي تعريف العلب جاء أنهاأَقداح من جلود، الواحد عُلْبَةٌ، يحلب فيه اللبن ويشرب. (لسان العرب)

## القعب
- (كبيرة الحجم) القَدَح الضَّخْمُ، أو قَدَح من خَشَب مُقَعَّر؛ هو قدح إِلى الصِّغَر وهو يُرْوِي الرجلَ. (لسان العرب)
- (تكون مقعرة) قدح من خشب مقعَّرٌ؛ وحافرٌ مُقَعَّب، مشبَّه به؛ والجمع قِعْبَةٌ. (الصّحّاح في اللغة) [3]
- (يكفي لعدة أشخاص) قد يُرْوِي الرجلَ، وقد يُرْوِي الاثنين والثلاثة. (لسان العرب)

## الكوز
- من الأَواني، معروف. والجمع أَكْوازٌ. (لسان العرب)
- (يستخدم للشرب) كازَ يَكُوزُ واكْتازَ يَكْتازُ إِذا شرب بالكُوزِ. (لسان العرب)
- (يملك عروة للمسك) الكُوب هوالكُوزُ بلا عُرْوَة، فإِذا كان بعروة فهو كُوز. (لسان العرب)

## الكوب
- (لايملك عروة للمسك) كُوزٌ لا عُروةَ له، والجمع أكوابٌ. (الصّحّاح في اللغة)
- (يستخدم للشرب) الفعل كابَ: أي شَرِبَ به. (القاموس المحيط)
- (مستدير بلا إضافات على جوانبه) الكوزُ المستديرُ الرأْسِ الذي لا أُذُن له. (لسان العرب)
- القَدَح لا عُروةَ له؛ والجمع أكواب. قال الله تعالى: وأَكْوَابٌ مَوْضوعَةٌ [الغاشية-14]. (مقاييس اللغة) [4]

## الكأس
- الإناء الذي يُشْرَب فيه، وهي مؤنَّثة. (العباب الزاخر) [5]
- (تصنع من الزجاج) الزُّجاجة ما دام فيها شراب. (لسان العرب)
- (تطلق على الشراب داخل الإناء أو الإناء نفسه) كل إِناءٍ مع شرابه، وقيل لا تسمَّى الكأْس كأْساً إِلا وفيها الشَّراب، وقيل: هو اسم لها على الانفراد والاجتماع. (لسان العرب)
- (يُستعار أدبياً للتشبيه) كقولهم: سقاه كأْساً من الذلِّ، وكأْساَ من الحُبِّ والفُرْقة والموت. (لسان العرب)

## إبريق
الإبريق هو وعاء لحفظ السوائل والماء ويستخدم للشرب، قال تعالى في سورة الواقعة: ﴿يَطُوفُ عَلَيْهِمْ وِلْدَانٌ مُخَلَّدُونَ{١٧} بِأَكْوَابٍ وَأَبَارِيقَ وَكَأْسٍ مِنْ مَعِينٍ {١٨﴾ [الواقعة:17–18].